# Caterina Valente
Caterina Valente (Parigi, 14 gennaio 1931 – Lugano, 9 settembre 2024) è stata una cantante, attrice, showgirl e chitarrista italiana.
Costituisce nel Novecento il tipico esempio di artista cosmopolita: nata a Parigi da genitori italiani, sposata in prime nozze con un tedesco e in seconde con un britannico, premi internazionali, pubblico in ogni continente, più di 1.300 brani musicali incisi in dodici lingue diverse (figurando per questo nel Guinness dei primati) di cui almeno sei parlate correntemente, e più di 15 milioni di dischi venduti.
In un'intervista, Mina aveva detto di lei: «Caterina Valente che io chiamo maestra è una musicista pazzesca, e come voce, come padronanza, rimane la più forte.»

## Biografia

### Gli inizi
Valente proveniva da una famiglia italiana di artisti d'avanspettacolo. Il padre Giuseppe Valente, originario di San Biagio Saracinisco in provincia di Frosinone nel Lazio, era un noto fisarmonicista, mentre la madre, Maria Siri, nata a Roma da una famiglia genovese (parente del cardinale Giuseppe Siri), era una commediante musicale polistrumentista e ballerina. Valente muove i primi passi in teatro sin da bambina insieme ai tre fratelli (uno di loro, Silvio Francesco, continuerà anche da adulto a lavorare nello spettacolo).
Dopo la guerra, durante la quale la famiglia Valente era stata costretta a spostarsi più volte, torna a Parigi dove comincia a esibirsi in alcuni club come cantante jazz, accompagnandosi con la chitarra che suona ormai da professionista. È in questo periodo che incontra un ancora sconosciuto Gilbert Bécaud, anch'egli desideroso di affermarsi come cantante. In seguito, da personaggi entrambi affermati, avranno modo di ritrovarsi più volte per collaborazioni e duetti musicali. Nel 1948 parte per un tour in Scandinavia.
Nel 1952 conosce e sposa il giocoliere berlinese Erik Van Aro (nome d'arte di Gerd Eric Horst Scholz), che per diversi anni sarà il suo impresario. Dalla loro unione nasce Eric Van Aro, che da adulto intraprenderà la carriera di cantante. Nel 1953 viene chiamata dal famoso artista Grock a far parte del suo circo mobile. Qui viene notata da Walo Linder, dirigente della Radio Svizzera, che la fa partecipare ad alcune trasmissioni radiofoniche mandate in onda da Zurigo.

### Il primo disco e il cinema
Il 1954 è anche l'anno del suo primo disco, Istanbul, registrato per l'etichetta Brunswick con l'orchestra di Kurt Edelhagen. Lo stesso direttore la porterà alla seconda edizione del Festival del Jazz di Francoforte e nel 1955 al Salon du Jazz di Parigi, dove si comincia a parlare di lei sulla stampa, e dove alcuni giornalisti la salutano come una vera e propria rivelazione. I primi successi discografici risalgono al 1954, quando Valente firma un contratto con la Polydor Records.
Il primo singolo è O mama o mama o mamajo, al quale fanno seguito Malagueña e The breeze and I, composti dal celebre musicista cubano Ernesto Lecuona e arrangiati da Werner Müller. La sua versione di Malagueña, benché cantata in tedesco, riuscirà ad arrivare nelle classifiche statunitensi e in settima posizione nelle Fiandre in Belgio come pure The breeze and I (cantata in inglese) che vi rimane per 14 settimane, mentre Ganz Paris träumt von der Liebe, cover tedesca di I Love Paris di Cole Porter, arriva in prima posizione in Germania per cinque settimane vendendo 500 000 copie solo in questo paese. Sempre nel 1954 appare nel film Donne da vendere ("Mannequins für Rio") di Kurt Neumann con Johanna Matz, Scott Brady e Ingrid Stenn.
Al 1955 risale la prima apparizione alla TV statunitense, nel programma The Colgate Comedy Hour trasmesso dalla NBC ed è la protagonista del film Liebe, Tanz und 1000 Schlager di Paul Martin con Peter Alexander e Rudolf Platte. Nel 1956 è protagonista del film Bonjour Kathrin di Karl Anton con Alexander e Silvio Francesco, registra il singolo Ev'ry Time We Say Goodbye con Chet Baker e riceve il primo disco d'oro per quattro milioni di dischi singoli venduti.

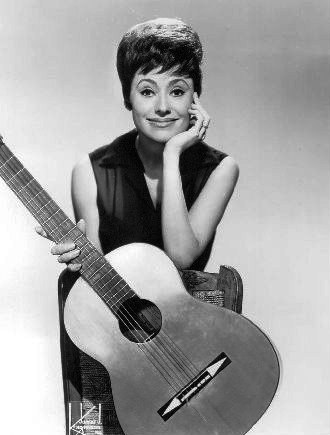
Caterina Valente nel 1966

Nel 1957 va in scena con Bonsoir Kathrin per la televisione tedesca. Arrivano poi altri film, tra cui Casinò de Paris del 1957 di André Hunebelle interpretato al fianco di Gilbert Bécaud e Vittorio De Sica. In questo film, i numeri musicali da lei interpretati dovettero essere girati tre volte, rispettivamente in tedesco, francese e italiano, per ciascuna delle versioni del film. Nel 1958 nasce suo figlio Eric Philippe Bruno a Mannheim ed è la protagonista del film Und abends in die Scala di Erik Ode con Gerhard Riedmann e Ruth Stephan.
Nel 1959 firma un nuovo contratto discografico con la Decca, che imprime al repertorio di Valente un carattere più internazionale, facendole incidere canzoni in ben nove lingue, con pubblicazioni diversificate a seconda del mercato (ben 25 paesi) a cui i dischi sono destinati. Nello stesso anno si esibisce a Roma, invitata da Mario Riva che la lancia ne Il Musichiere, e i suoi dischi entrano anche nelle classifiche italiane. Tra i suoi maggiori successi Till, un melodico che in seguito diverrà uno standard, e Personalità, brano ritmico che arriva primo nella classifica italiana e viene poi reinterpretato anche da Mina e da Adriano Celentano.
Intanto Valente si fa strada anche negli Stati Uniti dove partecipa a importanti varietà televisivi, come ospite di entertainers come Perry Como (dodici volte dal 1961), Dean Martin, Ella Fitzgerald, Bing Crosby e Danny Kaye. Nel 1961 vince il festival di Wiesbaden con la canzone Kommt ein Schiff nach Amsterdam. Vince il premio BRAVO Otto come cantante donna negli anni 1960, 1961, 1962 e 1963.

### Il Sudamerica
Dal 1959 in poi si fa paladina dei nuovi ritmi provenienti dall'America Latina: dal calypso al samba, dal cha cha cha alla bossa nova, Valente sarà fra i primi a interpretare in Europa le firme più prestigiose della nuova ondata musicale, a partire dalla famosa colonna sonora di Orfeo negro e non mancherà d'incidere decine di brani con celebri orchestre di musica latinoamericana quali quella di Edmundo Ros.

### La televisione

Caterina Valente nel 1960 circa

Molti sono i programmi televisivi italiani ai quali viene chiamata a partecipare, sia come ospite sia come conduttrice. Nel 1961 un suo spettacolo di varietà intitolato Bonsoir Caterina di sei puntate inaugura il neonato secondo canale televisivo della Rai, al quale fanno seguito Nata per la musica (nove puntate), andato in onda nel 1962, Bentornata Caterina (tre puntate) nel 1969 per la regia di Vito Molinari e l'orchestra di Gianni Ferrio, Studio Uno, Un'ora insieme. In quest'ultimo si lancia in inediti virtuosismi vocali duettando con Mina.
Questi show sono l'occasione per presentare al pubblico italiano altri brani che diventano immediatamente dei successi, quali Ciao, Precipitevolissimevolmente, Stanotte come ogni notte, Nessuno al mondo, Twistin' the twist, quest'ultima eseguita assieme al fratello Silvio Francesco, cantante, attore e strumentista, che spesso sarà al suo fianco negli spettacoli. Nel 1964 conduce insieme con Carol Burnett, Dom DeLuise e Bob Newhart il varietà The Entertainers (22 puntate) per il canale americano CBS.
Riceve il premio FAME AWARD come miglior cantante della televisione americana. Nel 1966 viene premiata con la Golden Camera. Nel 1968 viene insignita con la Croce al merito di I classe dell'Ordine al merito di Germania. Lo show televisivo Caterina from Heidelberg trasmesso dalla CBS in USA nel 1969 viene visto da più di 50 milioni di spettatori statunitensi. Nello stesso anno, in Italia, è protagonista sul Programma Nazionale del varietà Bentornata Caterina. Sempre nel 1969, alla televisione americana è ospite d'onore nel The Dean Martin Show.

### Gli anni settanta e ottanta

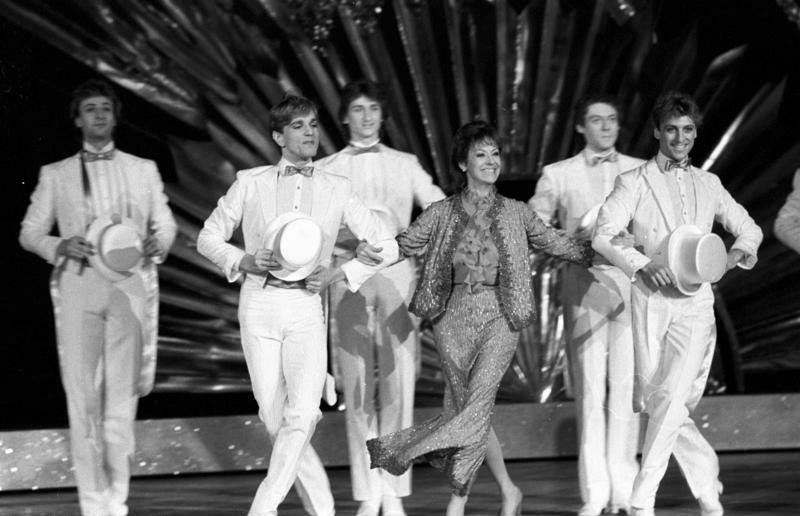
Caterina Valente al Friedrichstadtpalast di Berlino (1984)

Nel 1971 divorzia da Erik, ma i due restano amici oltre che soci in affari. L'anno successivo, Valente sposa Roy Budd, pianista britannico, dal quale avrà nel 1974 il terzogenito Alexander. Proseguono intanto le tournée in vari paesi del mondo: Russia, Giappone, Cile, Sudafrica, Messico e naturalmente Stati Uniti, dove duetta con artisti quali Ella Fitzgerald, Buddy Rich, Louis Armstrong, Chet Baker, e si esibisce con le orchestre di Count Basie, Tommy Dorsey, Woody Herman.
Nel 1980 divorzia anche dal secondo marito. Viene nominata ambasciatrice di un'associazione benefica per l'infanzia e nel 1986 festeggia i suoi 50 anni di carriera con un concerto alla TV tedesca Bravo Catrin con Peter Alexander e Paul Anka, visto da 16 milioni di spettatori della Repubblica Federale e in seguito al quale partecipa a un tour in Germania, Austria e Svizzera con la Count Basie Orchestra condotta da Thad Jones. Nello stesso anno viene festeggiata anche in Italia da Johnny Dorelli nel varietà serale Premiatissima sulle reti Fininvest. Negli anni 1990, 1995 e 2005 vince il Premio Bambi. Negli anni novanta le sue apparizioni in pubblico si fanno più rare, ma continua a incidere dischi, uno dei quali A briglia sciolta (1989), inciso in Italia, diviene il CD di Valente più venduto in assoluto.

### Nuovo millennio
L'ultimo CD, dal titolo Girltalk viene registrato nel 2001 con la collaborazione dell'arpista Catherine Michel e gli arrangiamenti di Gianni Ferrio per la Nagel Heyer. Tra i brani dell'album viene inclusa la canzone Papa n'a pas voulu, la prima che Valente cantò in pubblico, nel 1936. Nel 2002 vince il premio Echo.
Ritiratasi a vita privata, si divideva tra la sua residenza di Lugano e gli Stati Uniti.
Nel 2019 il brano Bongo cha cha cha è stato inserito nella colonna sonora del film Spider-Man: Far from Home, diretto da Jon Watts, diventando improvvisamente virale.
Nel 2021 il brano è diventato ulteriormente virale sul social media TikTok grazie al suo utilizzo per un trend che ha raccolto oltre 250 milioni di visualizzazioni, le prime in America Latina e poi in Italia e Germania.
Sull'onda del revival, il 28 maggio 2021 è stato prodotto un remix in versione house per opera dei Disco Pirates, pubblicato in digitale e sulle piattaforme di streaming, e un secondo remix del duo musicale britannico Goodboys, che hanno reso nuovamente popolare la cantante, nonostante si fosse ritirata da tempo dalla carriera musicale.
È morta il 9 settembre 2024 per cause naturali, nella sua casa di Lugano, all'età di 93 anni. La famiglia ne ha dato l'annuncio due giorni dopo, a funerali già avvenuti, ricevendo le condoglianze del presidente federale della Germania Frank-Walter Steinmeier.

## Discografia italiana

### Album in studio
- 1960 - Classics With a Chaser (con Werner Müller e la sua orchestra)
- 1960 - Personalità
- 1961 - Caterina
- 1961 - Super Fonics
- 1962 - Caterina Show
- 1963 - Caterina Valente canta Luiz Bonfa
- 1963 - Ciao!
- 1964 - Latein Amerikanische rhythmen - Musica dell'America latina (con Edmundo Ros)
- 1969 - Bentornata Caterina
- 1990 - A briglia sciolta

### Album dal vivo
- 1975 - The Live Concert Album

### Raccolte
- 1984 - Brava Caterina
- 1989 - I grandi successi italiani di Caterina Valente
- 1991 - I successi di Caterina Valente
- 1994 - Nata Per Cantare - The Classic Collection
- 2006 - I successi della grande Caterina Valente
- 2012 - Canta In Italiano

### EP
- 1959 - 39 De Fièvre/En Ukraine/Bim Bom Bey/Je N'Avais Pas Compris
- 1960 - Tout L'Amour/Un Train Bleu Dans La Nuit/Eh! Oh!/Berger Blues
- 1960 - Classics Caterina Valente
- 1960 - Libero/È vero/Noi/Non sei felice
- 1960 - La grande Caterina
- 1960 - Poker d'assi
- 1960 - Caterina in spagnolo

### Singoli
- 1954 - Schwarze Engel/Bambino
- 1954 - El Mosquito/Malagueña
- 1954 - El Mosquito/Malagueña
- 1955 - The Breeze and I (Andalucia)/Jalousie
- 1956 - Andalucia/Jalousie
- 1956 - Siboney/Begin The Beguine
- 1955 - Bonjour Kathrin/Una donna di Parigi
- 1957 - Melodia d'amore/Pupa piccolina
- 1957 - Melodia d'amore/Pupa piccolina
- 1959 - Tipitipitipso/Amedeo
- 1959 - Calypso habanero/Una notte al Rio Grande
- 1959 - 39 De Fièvre / Bim Bom Bey
- 1959 - La strada dell'amore/Non è così
- 1959 - Un treno nel blu/Quando ti vidi partir
- 1959 - Bongo cha cha cha/Guardando il cielo
- 1959 - Till/Personalità
- 1959 - Mai dire mai/O pensiero
- 1959 - Nessuno al mondo/O pensiero
- 1959 - Where/La strada dell'amore
- 1959 - Love Is With Me Tonight/Sogno D'oro
- 1959 - Felicità/La canzone di Orfeo
- 1959 - Storia fermati/Il dente dell'elefante
- 1960 - Io credo/Sucu Sucu
- 1960 - Papà ama mamma/Amici miei
- 1960 - Amor/Appuntamento a Madrid
- 1961 - Boom/Taboo
- 1960 - Misirlou/Canto Karabali (Tamburi nella giungla)
- 1960 - Oh darling/Rosalie... Non Sparare
- 1961 - Non so resisterti/Sai
- 1961 - Arcobaleno/Non dimenticar (le mie parole)
- 1961 - I due volti/Dimmelo in settembre
- 1961 - Santa notte/Tu scendi dalle stelle
- 1961 - Nessuno mai/Non so perché (ma ti amo)
- 1961 - I due volti/Ma l'amore no
- 1962 - Se (Pide)/Senza stelle
- 1962 - Twisting the twist/Quando ti stringi a me
- 1962 - Quando ti stringi a me/Twisting the twist
- 1962 - La ruota (wheels)/Stella mia
- 1962 - Luna malinconica (blue moon)/Polvere di stelle (Stardust)
- 1962 - Io non posso amare/Forza papà
- 1962 - Hai dato un volto ai sogni miei (I've grow accustomed)/Vorrei danzar con te (I could have danced all night)
- 1962 - L'angolo incantevole/Oggi mi sposo
- 1962 - Precipitevolissimevolmente/Qualcosa di te
- 1962 - Qualcosa di te/Precipitevolissimevolmente
- 1963 - Ja - Tamourè/Telstar
- 1963 - Twist a Napoli/Darling Twist
- 1963 - Amo solo te/Malinconia
- 1963 - Ciao/Stanotte come ogni notte
- 1963 - My reverie/The things i love
- 1964 - Mi sa/Io e te
- 1964 - Tutto il resto/Il mio amore
- 1965 - Lettere d'amore/Dovrei o non dovrei
- 1965 - Chiedilo a chi vuoi/Metà di me
- 1965 - Se mi parlano di te/La ragazza di Ipanema
- 1968 - Scusa, scusa, scusa/Il ritmo della pioggia
- 1968 - Un uomo come te/Mai
- 1969 - Forse mai/Addio... addio...
- 1969 - Non c'è vita senza amore/Addio felicità, addio amore
- 1970 - Merica Merica Woom Woom/Non parlerò

#### Selezione di Singoli pubblicati fuori dell'Italia
- 1954: Istanbul (Brunswick)
- 1954: O Mama, o mama, o mamajo (Polydor)
- 1954: Ganz Paris träumt von der Liebe con Mike Firestone Orch. (Polydor) - prima posizione in Germania per cinque settimane nel 1955
- 1954: Malagueña (Polydor)
- 1954: Baiao Bongo (Polydor)
- 1955: Fiesta Cubana (Polydor) - settima posizione nelle Fiandre in Belgio
- 1955: Eventuell con Peter Alexander e Kurt Edelhagen Orch. (Polydor) - prima posizione in Germania per sette settimane nel 1956
- 1955: Steig in das Traumboot der Liebe con Silvio Francesco come Club Indonesia (Polydor) - prima posizione in Germania per sei settimane nel 1956
- 1957: Tipitipitipso con Kurt Edelhagen Orch. (Polydor) - seconda posizione in Olanda e nelle Fiandre in Belgio
- 1957: Wo meine Sonne scheint (Polydor) - prima posizione in Germania per cinque settimane
- 1957: Dich werd' ich nie vergessen (Polydor)
- 1957: Oh Billy Boy con Silvio Francesco come Club Argentina - prima posizione in Germania per due settimane
- 1958: Spiel noch einmal für mich, Habanero con Adalbert Luczkowski Orch. (Polydor) - quarta posizione in Olanda
- 1958: Melodia d'amore (Polydor) - sesta posizione in Olanda
- 1959: Mijn souvenir (Decca) - quarta posizione nelle Fiandre in Belgio
- 1959: Tout l'amour (Decca) - disco d'oro
- 1959: Einen Ring mit zwei blutroten Steinen (Decca) - sesta posizione in Germania
- 1960: Zeeman (Decca) - decima posizione nelle Fiandre in Belgio
- 1960: Rosalie, mußt nicht weinen (Decca) - settima posizione in Germania
- 1959: Tschau tschau Bambina...! (Decca) - prima posizione nei Paesi Bassi per 9 settimane e nelle Fiandre in Belgio per 2 settimane e seconda posizione in Germania Ovest
- 1959: Sweetheart, My Darling, mijn schat / Bon giorno (Decca) - prima posizione in Olanda per quattro settimane e nelle Fiandre in Belgio per tre settimane e disco d'oro
- 1960: Itsy Bitsy Teenie Weenie Honolulu Strand Bikini come Club Honolulu (Decca) - prima posizione in Germania per tre settimane
- 1960: Ein Schiff wird kommen (Decca) - prima posizione in Germania
- 1961: Pepe (Decca) - terza posizione in Germania
- 1961: Kommt ein Schiff nach Amsterdam (Decca) - nona posizione in Germania
- 1961: Ein Seemannsherz (Decca) - quinta posizione in Germania
- 1961: Der Sheriff von Arkansas ist 'ne Lady (Decca) - sesta posizione in Germania
- 1962: Einmal weht der Südwind wieder con Silvio Francesco (Decca) - seconda posizione in Germania
- 1962: Quando quando con Silvio Francesco (Decca) - nona posizione in Germania
- 1962: Rosen sind rot (Decca) - settima posizione in Germania
- 1962: Tango italiano/Gondolì Gondolà (Decca - Olanda, FM 264 444)
- 1975: Roma amore (Philips, 6025 135)

## Filmografia

### Cinema
- Donne da vendere (Mannequins für Rio) regia di Kurt Neumann (1954)
- Ball im Savoy, regia di Paul Martin (1954)
- Liebe, Tanz und 1000 Schlager, regia di Paul Martin (1955)
- Bonjour Kathrin, regia di Karl Anton (1956)
- Tu sei la musica (Du bist Musik) regia di Paul Martin (1956)
- Musikparade, regia di Géza von Cziffra (1956)
- Das einfache Mädchen, regia di Werner Jacobs (1957)
- Casinò de Paris, regia di André Hunebelle (1957)
- ...und abends in die Scala, regia di Erik Ode (1958)
- Hier bin ich - hier bleib' ich, regia di Werner Jacobs (1959)
- Tu sei meravigliosa (Du bist wunderbar), regia di Paul Martin (1959)
- Schneewittchen und die sieben Gaukler, regia di Kurt Hoffmann (1962)

### Televisione
- Sie können sich sehen lassen, regia di Peter A. Horn (1955) - film TV
- Wir machen Musik, regia di Dieter Finnern (1960) - film TV
- Tittertime, regia di Peter Frazer-Jones (1975) - film TV
- Hotel Paradies (1990) - serie TV, 6 episodi
- Wann wird denn das gesendet?, regia di Peter Frazer-Jones (1998) - film TV

## Programmi televisivi
- Parata di... marzo, aprile, maggio, settembre, ottobre (Programma nazionale, 1960)
- Controcanale (Programma nazionale, 1961)
- Bonsoir Catherine (Secondo canale, 1961)
- Nata per la musica (Secondo canale, 1962)
- Un'ora insieme (Programma nazionale, 1966)
- Su e giù (Programma nazionale, 1968)
- Bentornata Caterina (Programma nazionale, 1969)
- La domenica è un'altra cosa (Programma Nazionale, 1969)
- Musica Vip (Rete 2, 1976)
- Kappadue (TV1, 1978)

## Riconoscimenti
- Grammy Awards
  - 1960 - Candidatura Best Vocal Performance per La strada dell'amore[12]